# UFC Japão
UFC Japan: Ultimate Japan (também conhecido como UFC 15.5) foi um evento de artes marciais mistas promovido pelo Ultimate Fighting Championship, ocorrido em 21 de dezembro de 1997 na Yokohama Arena em Yokohama, Japão. O evento foi transmitido em pay per view nos Estados Unidos, por cabo no Japão e mais tarde lançado em VHS.

## Background
O evento contou com um torneio de quatro pesos pesados, a primeira luta pelo Cinturão Peso Médio UFC, uma luta no Peso Pesado, uma Superluta e uma luta alternativa. O Ultimate Japan 1 contou com a primeira aparição no UFC das lendas do MMA Kazushi Sakuraba e Frank Shamrock.
O evento foi o primeira aparição do narrador de longa data Mike Goldberg, que foi substituiu Bruce Beck como narrador. Outra coisa notável foi o uso da música de entrada de cada lutador, embora isso não se repetiu no UFC 16.

## Resultados
Nota 1 Pelo Cinturão Peso Pesado do UFC.

Nota 2 Devido a um Sem Resultado e uma lesão de Abbott que o retirou do torneio, o UFC oficialmente colocou a revanche entre Sakuraba e Silveira para a Final do Torneio.

Nota 3 Pelo Cinturão Meio Pesado do UFC.

Nota 4 Originalmente Silveira havia sido nocauteado por Sakuraba aos 1:51, porém o árbitro John McCarthy interrompeu a luta com Sakuraba ainda em condições de luta, e após muitos protestos a luta foi alterada para Sem Resultado.

## Torneio dos Pesados
|  | Semifinais       | Semifinais       | Semifinais      |                 |                   | Final             | Final | Final |  |
|  |                  |                  |                 |                 |                   |                   |       |       |  |
|  | Tank Abbott      | Tank Abbott      | DU              |                 |                   |                   |       |       |  |
|  | Tank Abbott      | Tank Abbott      | DU              |                 |                   |                   |       |       |  |
|  | Yoji Anjo        | Yoji Anjo        | 15:00           |                 |                   |                   |       |       |  |
|  | Yoji Anjo        | Yoji Anjo        | 15:00           |                 | Kazushi Sakuraba1 | Kazushi Sakuraba1 | FIN   |       |  |
|  |                  |                  |                 |                 | Kazushi Sakuraba1 | Kazushi Sakuraba1 | FIN   |       |  |
|  |                  |                  | Marcus Silveira | Marcus Silveira | 3:44              |                   |       |       |  |
|  | Kazushi Sakuraba | Kazushi Sakuraba | Marcus Silveira | Marcus Silveira | 3:44              | NC                |       |       |  |
|  | Kazushi Sakuraba | Kazushi Sakuraba |                 |                 |                   |                   |       |       |  |
|  | Marcus Silveira  | Marcus Silveira  | 1:51            |                 |                   |                   |       |       |  |

1 Devido ao NC e Tank Abbott sendo eliminado do torneio, os oficiais do UFC decidiram que uma revanche entre Kazuki Sakuraba e  Marcus Silveira serviria como a Final do Torneio de Pesos Pesados.

## Ligações Externas
- Resultados do UFC Japão